# Мала Сосьва (притока Північної Сосьви)
Мала́ Со́сьва (рос. Ма́лая Со́сьва) — річка у Росії, права притока Північної Сосьви, тече на заході Ханти-Мансійського автономного округу.

## Фізіографія
Мала Сосьва бере початок у вододільному болоті на кордоні між Березовським і Совєтським районами Ханти-Мансійського автономного округу, за 30 км на північ від смт Агіріш. Від витоку тече у південно-східному напрямку. Після злиття з правою притокою Єм’юганом річка різко міняє напрямок на північний. Цей напрямок річка утримує до самого злиття з Північною Сосьвою біля смт Ігрім.
У верхній та середній течії річка тече серед увалів, які іноді підступають до самого русла. Прорізуючи ували, річка прискорює плин і стає подекуди бурхливою; русло в багатьох місцях загромаджене камінням, на якому за низької води утворюються перекати. Серед увалів річка часто робить круті завороти, тривалий час тече в одному напрямку, а потім різко міняє його на зворотний. Після злиття з Єм’юганом і повороту на північ висота увалів зменшується, плин уповільнюється, річка стає спокійнішою, хоча перекати на ній ще продовжують зустрічатись. Ширина русла протягом середнього відрізку збільшується з 10–12 м до 30–40 м; при впадінні у Північну Сосьву річка має 150 м завширшки і середню глибину 1,5 м; швидкість плину 0,4 м/с.
Долина Малої Сосьви у середній течії добре розвинена, врізаючись у місцевість на 40–100 м; її ширина поступово зростає з 4 до 20 км. Останні приблизно 70 км русла пролягають по дуже плоскій заболоченій місцевості з великою кількістю дрібних озер, де річкова долина практично не виражена; під час весняної повені річка тут розливається на багато кілометрів. 
Найзначніші притоки — Пунга зліва, Єм’юган і Сотеюган — справа. Існує багато дрібніших приток: Єваюган, Потлох’юган, Великий Онжас, Узюм’єган, Нагаєган, Содаєган та інші.

## Гідрологія
Довжина річки 484 км, площа басейну 10 400 км². Середньорічний стік, виміряний за 173 км від гирла біля села Шухтунгорт у 1951–1968 роках, становить 37 м³/с. Багаторічний мінімум стоку спостерігається у березні (9,8 м³/с), максимум — у травні (128,6 м³/с). За період спостережень абсолютний мінімум місячного стоку (8 м³/с) спостерігався у березні 1954 року, абсолютний максимум (218 м³/с) — у травні 1957.
Мала Сосьва замерзає у жовтні, скресає у квітні — червні. Живлення мішане з переважанням снігового. Повінь з травня по вересень.

## Інфраструктура
Мала Сосьва судноплавна на 120 км від гирла до селища Світлий.
Річка тече по території Совєтського і Березовського районів Ханти-Мансійського АО. Селище Світлий у нижній течії і смт Ігрім біля гирла (обидва у Березовському районі) — єдині поселення на Малій Сосьві. Численні колишні поселення мансі, що існували удовж річки у верхній та середній течії, такі як Ханлазінг, Хангакурт, Тузікурт, Шухтунгорт, Нерга — зараз покинуті.
В басейні нижньої течії Малої Сосьви знаходяться кілька родовищ природного газу Березовської групи; їхня розробка ведеться з 1960-х років. По газопроводам, що перетинають річку у низов’ях і у верхній течії, газ доставляється до промислових міст Середнього Уралу.
Повз регіон верхньої течії Малої Сосьви проходить залізнична лінія Сєров — Івдель  — Приоб’є, яка перетинає її притоку Єм’юган; у 1970 році від неї було прокладене відгалуження до смт Агіріш, розташоване в басейні верхньої течії Малої Сосьви.
У середній течії річки з 1976 року існує заповідник Мала Сосьва площею 2255,62 км²; його адміністрація знаходиться у райцентрі Совєтський.